# Mohsenabad
Mohsenabad (em persa: محسن اباد, também romanizada como Moḩsenābād; também conhecida como Moḩsenābād-e Pā’īn) é uma aldeia do distrito rural de Dehgah, situada no condado de Astaneh-ye Ashrafiyeh, na província de Gilan, no Irã. Segundo o censo de 2006, sua população era de 715, em 221 famílias.